# Odontochelys semitestacea
Odontochelys semitestacea és la tortuga més antiga que s'ha descobert. És l'única espècie del gènere Odontochelys i de la família Odontochelyidae. L'espècie primer va ser descripta a partir tres especimenes de fa 220 milions d'anys d'antiguedad en una excavació d'un dipòsit del Triàsic originari de Guizhou, Xina.